# Božo Repe
Božo Repe, slovenski zgodovinar in kolumnist, * 6. marec 1956, Spodnje Gorje pri Bledu.

## Življenje in delo
Leta 1979 je na prvi stopnji diplomiral iz zgodovine in slovenščine na Pedagoški akademiji v Ljubljani in leta 1985 dosegel diplomo druge stopnje iz zgodovine na Filozofski fakulteti v Ljubljani. Tam je leta 1992 tudi doktoriral. Na Pedagoški fakulteti Univerze v Mariboru je bil leta 1992 izvoljen za docenta za novejšo zgodovino. Leta 1994 je kot honorarni sodelavec začel predavati sodobno slovensko zgodovino tudi na Oddelku za zgodovino Filozofske fakultete v Ljubljani. Na ljubljanski Filozofski fakulteti se je zaposlil leta 1996 in bil leta 1997 izvoljen za izrednega, leta 2002 pa za rednega profesorja za sodobno slovensko zgodovino. Raziskuje sodobno slovensko, južnoslovansko in srednjeevropsko zgodovino. Je avtor ali soavtor več knjig in šolskih učbenikov. Leta 2016 je za knjigo S puško in knjigo: narodnoosvobodilni boj slovenskega naroda 1941-1945 dobil nagrado Klio, ki jo za najboljše delo na področju zgodovinopisja podeljuje Zveza zgodovinskih društev Slovenije. Mednarodno odmevnost kažejo tudi številni članki objavljeni v tujih medijih, sodelovanje pri mednarodnih projektih, konstantna udeležba mednarodnih konferenc ter predavanja na tujih univerzah in institucijah. Prav tako je član Biroja mednarodnega komiteja za zgodovino druge svetovne vojne in na Oddelku za zgodovino vodi raziskovalni program Zgodovina Slovencev.
Aktiven je tudi kolumnist in družbeni in politični aktivist. Leta 2004 je soustanovil gibanje Forum 21, leta 2013 pa je bil med vodilnimi člani Odbora za pravično in solidarno družbo, ki se je pozneje preoblikoval v stranko Solidarnost.

### Knjige
- Obračun s Perspektivami, Ljubljana, 1990.(COBISS)
- "Liberalizem" v Sloveniji, Ljubljana, 1992. e-izdaja
- Slovenci v osemdesetih letih, Ljubljana, 2001.
- Jutri je nov dan: Slovenci in razpad Jugoslavije. Ljubljana, 2002.
- ur., Viri o demokratizaciji in osamosvojitvi Slovenije, 3 zv. Ljubljana, 2002-2004. I. del Opozicija in oblast, II. del Slovenci in federacija, III. del Osamosvojitev in mednarodno priznanje
- Božo Repe in Dušan Nečak, Oris sodobne obče in slovenske zgodovine, Ljubljana, 2003.
- Rdeča Slovenija : Tokovi in obrazi socializma, Ljubljana, 2003.
- Božo Repe in Dušan Nečak, Prelom: Svet in Slovenci 1914-1918, Ljubljana, 2005.
- Božo Repe in Dušan Nečak, Kriza: Svet in Slovenci od konca prve svetovne vojne do srede tridesetih let, Ljubljana, 2008.
- Božo Repe in Jože Prinčič, Pred časom: Portret Staneta Kavčiča, Ljubljana, 2009.
- S puško in knjigo: narodnoosvobodilni boj slovenskega naroda 1941-1945, Ljubljana, 2015. ISBN 978-961-282-099-2.
- Milan Kučan, prvi predsednik, Ljubljana, 2015. ISBN 978-961-241-901-1.
- Božo Repe in Kornelija Ajlec, Razkosana Slovenija, Ljubljana, 2021, SBN - 978-961-06-0441-9.